# Bibby Point
Der Bibby Point ist ein steiles Felsenkap mit verschneiten ins Binnenland gerichteten Flanken, das die Einfahrt zur Brandy Bay auf der westantarktischen James-Ross-Insel nordöstlich begrenzt.
Das UK Antarctic Place-Names Committee benannte es 1964 nach John Selwyn Bibby (* 1935), Geologe des Falkland Islands Dependencies Survey in der Hope Bay zwischen 1958 und 1959.